# José Sosa Esquivel
José Sosa Esquivel (Santiago de Querétaro, Querétaro, 22 de marzo de 1923 - Tampico, Tamaulipas, 15 de junio de 1968) fue un tenor mexicano. Fue padre del célebre cantante mexicano José José, del historiador musical José Octavio Sosa, y del contratenor y pianista Héctor Sosa.
Estudió canto con José Pierson, Fanny Anitúa; en la Academia de la Ópera de Bellas Artes y debutó en 1950 en el Palacio de Bellas Artes cantando el papel de Azäel en L’Enfant prodigue, de Debussy. En 1951 participó en el estreno en México de Gianni Schicchi (Rinuccio), de Puccini. Fue tenor principal de la ópera nacional y primer comprimario de ópera internacional. Cantó en las temporadas de ópera de Bellas Artes en México, Guadalajara, Veracruz, Guanajuato y Monterrey.
En 1953 cantó los papeles del Príncipe Schuisky y El idiota en Borís Godunov, al lado de Nicola Rossi-Lemeni. En 1954 participó en la inauguración del Teatro Virginia Fábregas cantando el protagónico de Orfeo en los infiernos, de Offenbach, y en 1958 en la premier mundial de la Cantata Homenaje a Juárez, de Blas Galindo, en el Teatro Degollado. Cantó en producciones como La leyenda de Rudel, L’elisir d’amore, La traviata, Madama Butterfly (Pinkerton y Goro), Pagliacci (Beppe), Mefistofele, Trionfo di Afrodite -en su estreno en México- Orphée aux Enfers, Tosca (Spoletta), L’Amore dei tre Re, Fedora, Andrea Chénier, L’amico Fritz, Carmina Burana y La bohème. Abarcó los géneros de Lied, oratorio y zarzuela. Cantó en La Habana, Cuba, en las temporadas 1954 a 1957.
Murió el 15 de junio de 1968 a los 45 años debido al alcoholismo.